# روجیرو ریزیتلی
روجیرو ریزیتلی (به ایتالیایی: Ruggiero Rizzitelli) بازیکن فوتبال و اهل ایتالیا است 

## تیم ملی
از سال ۱۹۸۸ میلادی عضو تیم ملی فوتبال ایتالیا بوده و در ۹ بازی ملی حضور داشته‌است. او در بازی‌های ملی‌اش ۲ گل به ثمر رساند.
روجیرو ریزیتلی آخرین بازی ملی خود را در سال ۱۹۹۱ میلادی انجام داد.